# Cecil Foljambe, I conte di Liverpool
Cecil George Savile Foljambe, I conte di Liverpool (7 novembre 1846 – 23 marzo 1907), è stato un politico britannico.

## Biografia
Era il figlio di George Savile Foljambe, e di sua moglie, Lady Selina Jenkinson, figlia di Charles Jenkinson, III conte di Liverpool. Sua madre era stata sposata con Charles FitzWilliam, visconte di Milton. Il primo ministro Robert Jenkinson, II conte di Liverpool era il suo prozio.

## Carriera politica
È stato eletto alla Camera dei Comuni per il collegio di North Nottinghamshire (1880-1885) e Mansfield (1885-1892). Nel 1893 fu elevato al titolo nobiliare di barone Hawkesbury e di Ollerton, un revival della baronia detenuto da suo nonno materno, Lord Liverpool. Nel 1894 è stato nominato un Lord-in-Waiting durante il governo liberale di Lord Rosebery, carica che ricoprì fino al 1895.
Nel luglio 1901 è stato nominato membro della Royal Commission on Historical Manuscripts.
Quando i liberali tornarono al potere nel 1905 con Sir Henry Campbell-Bannerman, egli venne nominato Lord Steward. Pochi giorni dopo venne nominato visconte Hawkesbury di Mansfield e conte di Liverpool, titoli appartenuti a suo nonno. È stato ammesso al Consiglio della Corona nel 1906.

## Matrimoni

### Primo matrimonio
Sposò, il 22 luglio 1869, Louisa Howard (?-7 ottobre 1871), figlia di Frederick John Howard e Lady Fanny Cavendish. Ebbero due figli:
- Arthur Foljambe, II conte di Liverpool (27 maggio 1870-15 maggio 1941);
- Frederick Compton Savile Foljambe (20 agosto 1871-21 agosto 1871).

### Secondo matrimonio
Sposò, il 21 luglio 1877, Susan Cavendish , figlia del tenente colonnello William Cavendish e Lady Emily Lambton. Ebbero undici figli:
- Gerald Foljambe, III conte di Liverpool (1878-1962);
- Lady Edith Margaret Emily Mary Foljambe (1880-1962), sposò D'Arcy Legard, ebbero tre figli;
- Lady Alice Etheldeda Georgiana Mary Foljambe (1881-1922);
- Lord Charles William Savile Foljambe (1882-1916);
- Lady Mabel Evelyn Selina Maria Foljambe (1883-1915), sposò William Woodburn, ebbero tre figlie;
- Susan Margaret Louisa Mary Foljambe (14 gennaio 1884-16 gennaio 1884);
- Lady Rosamond Silvia Diana Mary Foljambe (?-12 aprile 1974), sposò Archibald Melville, XIII conte di Leven, ebbero cinque figli;
- Robert Foljambe, IV conte di Liverpool (1887-1969);
- Lady Constance Blanche Aletha Mary Foljambe (1889-1977), sposò il reverendo Ezechia Hawkins, non ebbero figli;
- Lord Bertram Marmaduke Osbert Savile Foljambe (1891-1955), sposò Joyce Edmunson, ebbero due figli;
- Lord Victor Alexander Cecil Savile Foljambe (1895-1975).

## Morte
Morì il 23 marzo 1907, all'età di 60 anni.